# London Irish

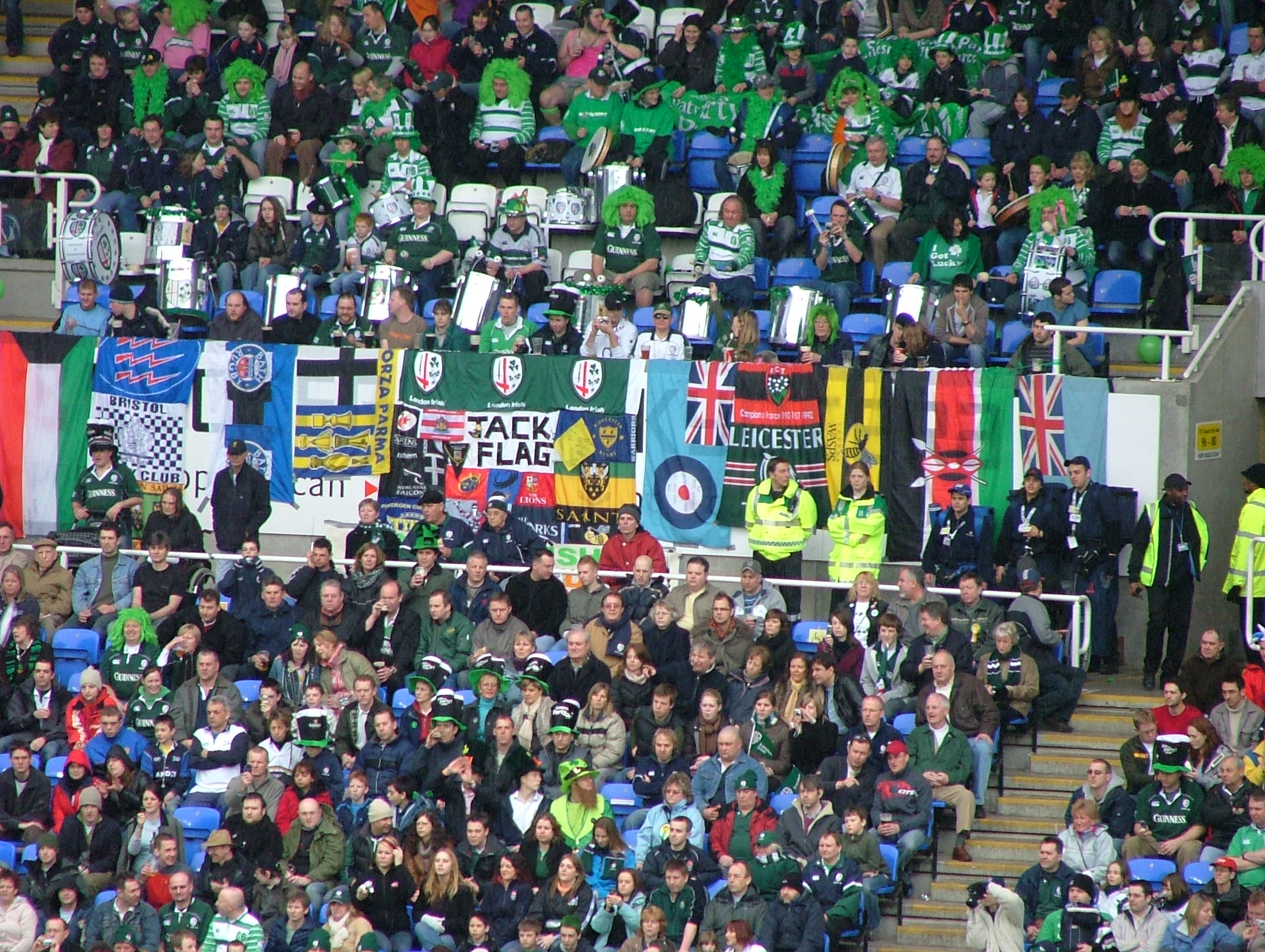
Kibice the Exiles

London Irish RFC – założony w 1898 roku przez irlandzkich emigrantów angielski klub rugby union. W swoich początkach wzorował się na powstałych wcześniej zespołach London Welsh i London Scottish.
Pomimo iż w nazwie widnieje miasto Londyn, to siedziba klubu znajduje się w Sunbury-on-Thames. Swoje mecze natomiast klub rozgrywa na Brentford Community Stadium, na który przeniósł się w 2020 roku, po 20 latach grania poza Londynem, na Madejski Stadium w Reading. Barwy drużyny odpowiadają narodowym barwom Irlandii, a więc jest to zieleń i biel. Maskotką zespołu jest wilczarz irlandzki o imieniu Digger.
Największym sukcesem na poziomie krajowym jest występ w finale Premiership Rugby w 2009 roku.

## Skład 2011/2012
| Poz. |                   | Zawodnik           |
| ---- | ----------------- | ------------------ |
| M    |                   | Brian Blaney       |
| M    | Anglia            | James Buckland     |
| M    | Anglia            | David Paice        |
| F    | Anglia            | Alex Corbisiero    |
| F    | Nowa Zelandia     | Clarke Dermody (k) |
| F    | Rumunia           | Paulică Ion        |
| F    | Południowa Afryka | Faan Rautenbach    |
| F    | Tonga             | Leo Halavatau      |
| Wsp  |                   | Bob Casey          |
| Wsp  | Anglia            | Matthew Garvey     |
| Wsp  | Anglia            | Gary Johnson       |
| Wsp  | Anglia            | Nick Kennedy       |
| Wsp  | Nowa Zelandia     | Bryn Evans         |
| Wsp  |                   | James Sandford     |
| R    | Anglia            | Declan Danaher     |
| R    | Anglia            | Kieran Roche       |
| R    | Kanada            | Jebb Sinclair      |
| R    | Walia             | Edward Siggery     |
| R    | Argentyna         | Juan Cruz Jordán   |

| Poz. |               | Zawodnik            |
| ---- | ------------- | ------------------- |
| R    | Anglia        | Richard Thorpe      |
| WM   | Tonga         | Chris Halaʻufia     |
| WM   | Anglia        | Alex Gray           |
| ŁM   | Walia         | Darren Allinson     |
| ŁM   | Anglia        | Paul Hodgson        |
| ŁM   | Szkocja       | Ross Samson         |
| ŁA   | Anglia        | Adrian Jarvis       |
| ŁA   | Nowa Zelandia | Daniel Bowden       |
| ŁA   | Walia         | Steven Shingler     |
| Ś    | Anglia        | Shontayne Hape      |
| Ś    | Szkocja       | Joe Ansbro          |
| Ś    | Walia         | Jonathan Spratt     |
| Ś    | Anglia        | Jonathan Joseph     |
| S    | Anglia        | Topsy Ojo           |
| S    | Fidżi         | Sailosi Tagicakibau |
| S    | Anglia        | Adam Thompstone     |
| O    | Anglia        | Delon Armitage      |
| O    | Anglia        | Tom Homer           |

## Trofea
- Premiership Rugby:     
  - Finał (1): 2008-09
- European Challenge Cup     
  - Finał (1):2005-06
- Puchar Anglo-Walijski:     
  - Mistrzostwo (1): 2002
  - Finał (1): 1980